# Tren Talca-Constitución
El Tren Talca-Constitución, anteriormente denominado Buscarril Talca-Constitución o Regional Talca-Constitución, es un servicio ferroviario de pasajeros tradicional, realizado en el Ramal Talca-Constitución, heredero de los antiguos servicios locales. 

## Historia
Este servicio en la década de 1990 fue realizado con automotores Schindler, provenientes del Ferrocarril Transadino Central FCTC. Luego empezó a salir con automotores Ferrostaal serie Automotor Diésel de Primera Clase ADI, y Remolque de Primera Clase AI. Al conjunto de ambos se le llama Buscarril.
En 2000, comenzó una campaña para mantener este tradicional ramal. Por otro lado, el Congreso Nacional vota todos los años en la Ley de Presupuesto una subvención estatal por transporte en zonas aisladas, debido a que este servicio, es primordial en el transporte de las personas de la Ribera Norte del Río Maule.
Actualmente es considerado parte de los Servicios Regionales, junto con el Corto Laja y el Regional Victoria-Puerto Montt. Los busescarril tienen mantenimiento en el Taller Ferroviario Talca y mantenimiento mayor en Maestranza San Eugenio en Santiago.[cita requerida]
En 2020, el Ministerio de Transportes y Telecomunicaciones en conjunto con la Empresa de los Ferrocarriles del Estado comenzaron el proceso de licitación internacional para la renovación del servicio férreo, que incluiría la adquisición de nuevos buscarriles, mientras que además se obtuvo la aprobación del Consejo de Monumentos Nacionales para la reconstrucción de estaciones con valor patrimonial y el recambio de las vías férreas del servicio.
El 24 de mayo de 2021, el servicio cambió de nombre, abandonando la denominación de «Buscarril Talca-Constitución» y adoptando oficialmente el nombre genérico de «Tren Talca-Constitución».
En 2024, se informó que los nuevos buscarriles para este ramal llegarán a Chile a fines de año, pero estarán en operaciones en 2025. Las tres nuevas locomotoras de fabricación brasileña poseerán dos vagones cada uno, con capacidad para transportar 223 personas.

## Estaciones
| Servicio Talca-Constitución (detenciones fijas) De noreste a suroeste |
| - Estación Talca - Estación Colín - Estación Corinto - Estación Curtiduría - Estación González Bastías - Estación Toconey - Estación Pichamán - Estación Forel - Estación Huinganes - Estación Maquehua - Estación Constitución |

## Material rodante

### Buscarril ADM
El buscarril ADM 253, de fabricación alemana, es uno de los materiales rodantes más antiguos de EFE actualmente en operación. Con más de 62 años de operación, tiene una capacidad para 80 pasajeros sentados y una alcanza velocidades de 60km/h; EFE cuenta con una flota de 2 buscarriles: el ADM-255 Y ADM-252.[cita requerida]

### Buscarril Marcopolo
En marzo de 2023, se anunció que para el año 2025 se incorporarán 3 nuevos buscarriles Marcopolo construidos en su sede en Brasil; estos contarán con accesibilidad universal, aire acondicionado, mayor estabilidad y equipos de última generación. La novedad de este material rodante es que contará con bidireccionalidad, lo cual facilitará las operaciones al no tener que girar el buscarril al momento de devolverse hacia la otra estación terminal; dicha bidireccionalidad reducirá el tiempo de viaje a 2:45 hrs.
En marzo de 2025, EFE confirmó el arribo de estos tres nuevos trenes. El convoy se encuentra en Chile y se espera que entre en funcionamiento a mediados de año. El primer buscarril Marcopolo fue instalado en la Estación Talca el 5 de abril del mismo año.
Entre las características técnicas de estos nuevos buscarriles se encuentra una capacidad para 80 pasajeros sentados y 140 de pie. Cuentan con asientos ergonómicos equipados con apoyabrazos y mesas retráctiles, aire acondicionado independiente, amplios accesos, puertos USB y baños con accesibilidad universal. Su diseño incorpora cabinas bidireccionales, lo que facilita las maniobras y agiliza los viajes, permitiéndoles alcanzar una velocidad máxima de 80 km/h.